# 39.M Csaba
39.M Csaba (węg. 39M Csaba felderitö páncélgépkocsi) – węgierski opancerzony samochód rozpoznawczy z okresu II wojny światowej

## Historia
Konstruktorem samochodu pancernego 39.M Csaba był Węgier Miklos Straussler mieszkający w okresie międzywojennym w Wielkiej Brytanii. Samochód powstał w oparciu o wcześniejsze projekty tego konstruktora dla armii brytyjskiej, a przede wszystkim w oparciu o projekt samochodu rozpoznawczego Alvis AC II.
Csaba był samochodem nowoczesnym jak na swoje czasy. Uzbrojenie było montowane w całkowicie opancerzonej wieży, a pancerz był nitowany z płyt 9 mm. Samochód był napędzany silnikiem Forda produkowanym w Kolonii w Niemczech, który zapewniał dobrą prędkość. Pojazd posiadał dwa stanowiska kierowania, z przodu i z tyłu. 
Po okresie prób w 1939 roku samochód został przyjęty na uzbrojenie jako samochód rozpoznawczy. W latach 1939–1941 w zakładach Manfred Weiss wyprodukowano łącznie 93 pojazdy. Produkcja seryjna pojazdów była wciąż opóźniana z powodu realizacji projektów czołgów.
Istniała również wersja dowodzenia oznaczona 40.M Csaba. Pojazdy tej wersji różniły się od seryjnych dodatkowym wyposażeniem radiowym. Nie wiadomo ile powstało egzemplarzy tej wersji.
Samochody rozpoznawcze Csaba były używane m.in. w kompaniach rozpoznawczych (po 5 szt.) batalionów kawalerii w dywizjach piechoty